# اوورمیر
اوورمیر (به هلندی: Overmeer) یک منطقهٔ مسکونی در هلند است که در ویده‌میرن واقع شده‌است. اوورمیر ۱٬۳۱۰ نفر جمعیت دارد.